# Al-Nabiga al-Dubijani
Al-Nabiga al-Dubijani (arabsko النابغة الذبياني) ali krajše al-Nabiga, s pravim imenom Zijad ibn Muavija, je bil eden zadnjih predislamskih arabskih pesnikov, * okoli 535, † okoli 604. 
Vzdevek al-Nabiga v arabščini pomeni genialen ali inteligenten. 

## Življenje
Al-Nabigovo pleme Banu Dubjan je živelo v okolici Meke, on sam pa je večino časa preživel na dvoru Lahmidov in Hiri in na dvoru Gasanidov. V Hiri je živel med vladavino Mundirja III. ibn al-Harita in nato njegovega naslednika leta 562.
Po bivanju na dvoru Gasanidov se je vrnil v Hiro in bil zaradi verzov, ki jih je napisal o kraljici, prisiljen pobegniti h Gasanidom. Pet let kasneje se je okoli leta 600 umaknil k svojemu plemenu.
Datum njegove smrti je negotov, vendar se zdi, da je umrl pred pojavom islama. Njegove pesmi so večinoma hvalnice in satire in se ukvarjajo s spori Hiraha z Gasanidi ter Banu Absa z Banu Dubjana. Bil je eden od šestih uglednih predislamskih pesnikov, katerih pesmi so bile zbrane pred sredino 2. stoletja islama in so veljale za standard arabske poezije. Nekateri pisci ga imajo za prvega od šestih.

## Versko prepričanje
Al-Nabigova verska prepričanja so nejasna, vendar se zdi, da je bil nekakšen monoteist. V verskem smislu je redno hvalil krščanske Gasanide, na primer v zapisu: "Bog mu je [kralju] pripravil najboljše stvarjenje; Bog je njegov [kraljev] pomočnik nad človeštvom". Z Gasanidi je povezano tudi naslednje besedilo, ki se v arabščini glasi: majallatuhum dhātu l-ilāhi. Pomen besedila je sporen, Nicolai Sinai in Ilkka Lindstedt pa ga razlagata tako, da so Gasanidi imeli nekakšen spis ali knjigo, ki jim jo je podaril Bog. Knjiga bi lahko bila Nova zaveza ali pa tudi ne.

## Tiskane izdanje njegove poezije
Njegove pesmi je uredil Wilhelm Ahlwardt v Divanih šestih starih arabskih pesnikov, izdanih v Londonu leta 1870. Pesmi je neodvisno od Ahlwardta  objavil Hartwig Derenbourg (Pariz, 1869, ponatis iz Journal asiatique za leto 1868).

## Vir
- Lindstedt, Ilkka (2023). Muhammad and His Followers in Context: The Religious Map of Late Antique Arabia. Brill.